# Movimento negro em Pernambuco
O movimento negro em Pernambuco contempla uma série de ações, grupos (as vezes institucionalizados), e movimentos políticos direcionados à luta por igualdade, direitos civis, exaltação da negritude e práticas culturais. Muitos discriminados, ao longo do século XX movimentos de resistência passaram a surgir, reivindicando sua voz nos espaços. Diversos nomes dessa luta se consagraram em Pernambuco, iconificando-se como referência nesse processo histórico.

## Origens
Assim como em outras cidades do país, os primeiros movimentos negros em Recife emergiram em meados dos anos 1970, de maneira ainda bastante tímida e intimista. A princípio, um grupo de amigos e conhecidos, que se reuniam para discutir a situação dos negros e negras, e os problemas que enfrentavam cotidianamente. Inaldete Pinheiro de Andrade, Sílvio Ferreira e Irene Souza. E se reuniam com a obrigação de trazer novos interessados em discutir as questões que enfrentavam negros e negras. Chegaram novos membros, Edvaldo Ramos, Jorge Moraes e outros. Aos poucos foram definindo estratégias, entrando em contato com outros movimentos em outros Estados. As reuniões já se realizavam em locais públicos, o DCE da UFPE, que se localizava num local estratégico no centro da cidade. E as chamadas para as reuniões tornaram-se públicas, atraindo vagarosamente outros interessados. O Movimento Negro de Recife, como era referido por seus militantes, tem existência efetiva em 1979, mas será apenas entre os anos de 1982 e 1983 que se filiará ao Movimento Negro Unificado (MNU)”. (GUILLEN, p. 5, 2013).
A luta pelo movimento negro em Recife contou com familiaridades com as pautas a nível nacional, assim como com especificidades locais. O Movimento Negro Unificado, em Recife, teve seu começo com negros que sentiam necessidade de contarem seus relatos uns aos outros, de antepassados... Assim na casa de Inaldete Pinheiro, reuniões com esse conteúdo aconteciam. Nomes como Solano Trindade, João Batista Ferreira, o Edvaldo, o Ferreira faziam parte desse círculo.
Guillen fez uma série de entrevistas entre 2009 e 2010 com militantes de movimentos negros e culturais em Pernambuco não exatamente sobre ancestrais, mas sobre ícones da cultura negra. Inalde Pinheiro afirmou em sua entrevista que após as reuniões do movimento negro de Recife, eles iam para espaços recreativos, terreiros, festas de orixás, como o Sítio de Pai Adão, tanto para entrar em contato com outros negros, como para ouvir histórias. Ao frequentar os credos orixás, eles percebiam terem forte sintonia entre cor-religião.
Foi nesses terreiros que Inaldete conheceu muita gente de importância para o movimento de Recife, como Luiz de França do Maracatu Leão Coroado. Com a missão dos mais velhos em repassar as histórias de antepassados, isso muito acontecia nesses encontros. Muito se falava de tias, tios, avós, e então um “telefone-sem-fio” da história acontecia . Durante essa construção do legado negro, terreiros eram perseguidos, maracatuzeiras e maracatuzeiros enfrentavam resistência, uma vez que o maracatu é tido como sinônimo de resistência histórica negra em Pernambuco.
Outro interessante acontecimento é A Frente Negra Brasileira (FNB), fundada em 1931 em São Paulo, foi um importante salto no ativismo negro. Sucessora do Centro Cívico Palmares (1926), foi a mais importante agremiação ativista negra na primeira metade do século XX. Haviam filiais no Rio de Janeiro, Minas Gerais, Espírito Santo, Pernambuco, Rio Grande do Sul e Bahia.
Inclusive Petrônio (2007) nos traz o relato de Skidmore, um brasilianista estadunidense que havia percebido a pouca pesquisa sobre o movimento Negro no Brasil até a década de 1980. O que se encontrava era disperso em produções acadêmicas, mas nunca uma produção específica sobre o assunto. Também critica a concentração regional sobre os estudos, que focam o eixo Rio-São Paulo, esquecendo importantes polos em outras regiões.
A nível nacional, o Movimento Negro muito recusou comemorar os 13 de Maio, e optou pela comemoração da morte de Zumbi dos Palmares em 20 de Novembro. Em Pernambuco, essa comemoração deu-se com a Noite do Cafuné durante toda a década de 1980. Um interessante relato de Andrade e Guillen é a tentativa do MNU em PE tecer alianças com o Partido dos Trabalhadores (PT) para alicerçar suas bandeiras e campanhas. Entende-se que o apelo visual, como símbolos, signos estéticos culturais africanos podem gerar um padrão de identidade negra.

## Ancestralidade
O movimento negro em Pernambuco contou e conta com uma característica: A oralidade e ancestralidade de seus antepassados. Esse elemento serve como propulsor de uma memória coletiva, de identidade e autoafirmação. Essa saudação desses ícones, em geral nomes de grande poder e prestígio, propulsionaram força e motivação nos ex-cativos, na luta contra o racismo e por uma sociedade mais justa socialmente. Fala-se também que não é tanto o nome do personagem histórico em si, mas sim o seu exemplo, o seu ato de luta.
A relação ancestral é algo existente na história humana. O rompimento com esse laço é algo inviável em muitas sociedades. Guillen fala que Abedanwi explica que as sociedades modernas continuam encantadas pelos mortos (os de prestígio) ainda fortemente. Muito da vida terrena aliás tem de veneração aos mortos. Essa heroização de ícones é necessária para a legitimação de sua luta.
Muitas vezes o discurso saudosista remete a uma diáspora à África, de necessidade da mãe-terra. A própria imprensa negra exaltava nomes históricos como Zumbi dos Palmares, ou Malunguinho, do quilombo do Catucá. Maracatuzeiros da resistência, como Dona Santa, do Maracatu Elefante, e Luis de França do Maracatu Leão Coroado. Também Solano Trindade, poeta pernambucano, que exaltava essa ancestralidade em seus escritos. Diversos orixás e entidades da jurema,  assim como mestres e mestras, caboclos e pretos velhos são exaltados pela verborragia negra.

## Conflitos religiosos
O preconceito contra credos de matriz africana foi e é algo presente na sociedade brasileira. Um episódio que relata essa história é a seguinte:
Dona Santa foi rainha do Maracatu Elefante desde o falecimento de seu marido, na década de 1920. Na década de 1930, mais precisamente em 1933, como a maior parte das ialorixás da cidade, teve seu terreiro invadido pela política e foi presa, além de ser ridicularizada pela imprensa. Dona Santa era uma daquelas pessoas que, além de prestar reverência aos orixás, praticava a jurema. [...] Mas apesar de sua fama entre os populares, foi considerada uma charlatã, como muitos outros praticantes do catimbó-jurema no período. Sua sorte, no entanto, começa a mudar com a valorização do maracatu nos anos quarenta do século XX, quando é alçada por intelectuais como símbolo da cultura negra pernambucana, vista como uma matriarca negra, uma rainha em toda a acepção da palavra.11 Quando morre, com mais de noventa anos, em 1962, Dona Santa desfrutava de fama entre folcloristas e carnavalescos, apesar de não ter uma casa própria...”
Inclusive, a resistência negra consegue em suas vitórias ser mais respeitado em seus costumes, que são vítimas constantes de ataques. O movimento negro alias conseguiu reivindicar da prefeitura do Recife sob a gestão João Paulo (2001-2008) maior difusão e propagação desses ícones da luta negra. Livretos com a história de Dona Santa e de Luiz de França foram propagados.
Desde o início do século XX os credos de matriz africana eram extremamente estigmatizados pela sociedade, violentados por ação policial. Práticas como o catimbó, com suas diferenciações entre jurema e xangô despertaram a atenção de intelectuais a partir dos anos 1930, muito por influência de Ulisses Pernambucano de Mello. Na pesquisa antropológica, distinguiu-se que o xangô era a “verdadeira” religião africana, e que a jurema que era “supersticiosa e dos charlatões”.
Aliás: “A década de 1930, mais precisamente durante o governo de Agamenon Magalhães, foi marcada pela intensa repressão aos terreiros, não importava se fossem “seitas africanas” ou simples catimbós. Centenas de casas foram fechadas e muitos de seus sacerdotes foram para a prisão.13 Diante deste legado histórico, não foi sem razão que pensar a religião se tornou uma questão fundamental para os militantes”.
Apesar de frequentarem terreiros, isso não significava uma adesão obrigatória ao credo. Foi até a década de 1970 que a ligação ativismo-religião era quase unânime; após os 1980, o movimento negro ganhou caráter mais político, tornou além do religioso e buscou se alastrar em outras pautas. Ocorreu um debate dualista no movimento, se deviam atuar mais na defesa do legado cultural, ou na ação política. Inaldete Pinheiro, por exemplo, é católica, mas respeita e tem forte simpatia com o candomblé.
Lepê Correia, poeta, compositor, e  psicólogo pernambucano, foi um dos que aos poucos aderiu aos orixás aos trinta anos de idade. Ele inclusive reclama que o movimento não preserva o legado afro-brasileiro; assim como critica a universidade em não aceitar ativismo político. Sobre isso, afirma-se:
Lindivaldo Junior, conhecido também como Junior Afro foi um militante de interessante participação. Sob influência da religião dos orixás,  foi um dos organizadores da Noite dos Tambores Silenciosos, cerimônia homenagem aos antigos negros e negras escravizados. Criada no início da década de 1960 por Paulo Viana, jornalista e ativista negro, a Noite dos Tambores Silenciosos surgiu com o objetivo de prestar uma homenagem aos antigos escravos e escravas que não podiam brincar o carnaval. Paulo Viana convidava os maracatus nação para, em frente à Igreja de Nossa Senhora do Terço, no Pátio do Terço, tocar e lembrar dos escravos. Ao longo dos anos, compôs uma espécie de auto teatral, no qual se recitava um poema de sua autoria louvando os antigos escravos. À meia noite, todos faziam silêncio e do alto da torre da igreja se ouvia o clarim tocando, para em seguida os maracatus voltarem a tocar.”
Ainda sobre Lepê, seu depoimento: “[...] maracatus que iam parafrente da Igreja do Terço. Meia-Noite deixavam os estandartes lá na frente da Igreja. Todo mundo a pé. Eram os maracatus chegando e encostando. Quando dava meia-noite o mais velho dava o apito, fazia treinar o apito. Meia-Noite fazia aquele silêncio. Quando ele treinava o apito, todos os tambores tocavam de uma vez só. Parecia que ia cair o Pátio do Terço. Aquilo era uma coisa bela. Faz tempo isso. É saudosismo. Hoje é espetáculo para inglês.”
Durante os anos 1960 e 70, o movimento negro criticou duramente a cerimônia, pois geralmente os participantes eram pessoas brancas com o rosto pintado de preto.
“Após a morte de Paulo Viana, a celebração ficou sob responsabilidade da Fundação de Cultura da Cidade do Recife, e ao longo da década de 1980 e 1990 os afoxés vão adentro à cerimônia, além dos maracatus nação. Seja porque os afoxés possuem um fundamento religioso, ou por outras razões, o certo é que gradativamente a cerimônia vai adquirindo um caráter mítico religioso, de clara celebração aos antepassados, aos eguns. Na contemporaneidade, a cerimônia religiosa é oficiada por Raminho de Oxóssi, à meia noite, e é indubitavelmente um dos eventos mais concorridos no Carnaval”.
O movimento negro, com o Núcleo de Cultura Afro-brasileira conseguiu com o Prefeito João Paulo à por a Noite dos Tambores Silenciosos como momento de abertura do carnaval multicultural do Recife.

## Movimentos culturais
Todo esse contexto encontrará acolhimento em um projeto proposto pelo MNU-PE: a Terça Negra. O projeto iniciou-se no ano de 2000, quando o MNU-PE era coordenado por Arnaldo Vicente da Silva Filho (Nado), Mano Silva e Adeildo Leite Araujo.
Primeiramente, o projeto da Terça Negra foi apoiado pelos afoxés Ilê de Ebá, Oxum Pandá e Ara Ode, bem como pelos blocos afro Raízes dos Quilombos e Obá Nijé. Além disso, também contribuíram militantes, ex-militantes do MNU-PE e alguns parlamentares que ajudavam financeiramente para garantir o transporte para os grupos participarem e para o aluguel do som. O dia da terça-feira foi reforçado por evitar concorrência com grandes eventos.
Este projeto se constitui em mais um exemplo de “contra-espaço” construído pelos movimentos negros. Um exemplo também de ação articulada entre o MNU-PE, os afoxés, os blocos afro e outras manifestações culturais, como maracatus, reggae, hip-hop, coco e capoeira, já que naquele espaço todas as expressões negras encontram acolhida. A circularidade de ideias e a identidade político cultural do MN no Recife foram fundamentais para a efetivação da proposta.
Inclusive, algo que o MNU-PE investiu foi na proliferação do ativismo por via cultural: grupos de samba, reggae, maracatus, afoxés, a própria Terça Negra... afoxés Alafim de Oió, Ilê de Ebá, Oxum Pandá, Oré Odé constituem um panorama de movimentação cultural que toma sentido político na valorização do universo cultural africano.

## Heróis
É inviável imaginar a referência do movimento negro brasileiro sem levar em conta Zumbi dos Palmares. Ele é a grande referência na luta e tido como um herói pelos negros. O militante Lêpe Correia inclusive se referre a ele como “vovô”, o avó das lutas, evocando a ancestralidade.
“Os movimentos negros pernambucanos mantiveram-se em permanente contato com a história de Zumbi, e participaram da luta pelo reconhecimento da Serra da Barriga como patrimônio cultural do Brasil, pela referência de memória às lutas quilombolas”. Inclusive houve e há peregrinação de militantes para a Serra da Barriga, em geral no mês de Novembro, uma forma de se conectar ao Quilombo dos Palmares.
Outro grande nome da luta quilombola em Pernambuco foi Malunguinho, do quilombo Catucá. Segundo Marcus Carvalho, não pode se afirmar que esse foi o nome do líder do quilombo, visto que malungo era um nome de tratamento. Era um líder temido na primeira metade do XIX, mas pouco se sabe sobre, nem quando morreu.
Esse quilombo existiu até aproximadamente a década de 1840, e não há relatos que um de seus líderes fora capturado. Malunguinho acabou se tornando uma entidade da Jurema, única que pode ser um exu, mestre ou caboclo. É uma posição diferenciada, tido como uma espécie de chefe das entidades.
Inclusive, o Jornal Negritude publicou uma série de mini-biografias desses heróis, como Anastácia, João Cândido, Luisa Main e Preto Cosme. Outros importantes nomes da luta negra pernambucana, como José Vicente Lima, companheiro de Solano Trindade, são lembrados. Luiz de França do Maracatu Leão Coroado, é outro nome lembrado.
Ainda sobre ancestralidade, uma interessante cerimônia é a coroação das rainhas e reis do maracatu. Elas remetem a coroação antiga dos reis e rainhas do Congo. Pode ser oficiada por uma ialorixá ou por um padre ou qualquer outro sacerdote. Inclusive, afirma-se que uma rainha coroada tem mais autoridade.

## Imprensa negra
Sobre as imprensas negras é possível relatar que não serviram apenas de viés informativo no cerne da questão social dos negros mas também serviu de militância e questões políticas e até mesmo religiosas como aborda a autora Martha Queiroz citando as mais variadas imprensas que tinham este objetivo em Pernambuco entre os anos 1980 a 2007. Os jornais foram o Angola que em seu subtítulo informava ser o jornal da umbanda e do candomblé que são discriminados até os dias atuais pelos setores conservadores da nossa sociedade o jornal tinha a fundamentação cultural e religiosa e também de militância sendo fundado por Edvaldo Morais em seu escritório de advocacia ou seja nota-se que todos os setores das classes sociais sendo negros estavam envolvidos nesta tentativa de informar os mais próximos aos movimentos mas também aos que não tinham a informação sendo divulgado e distribuído de forma gratuita nos bairros de Olinda no Varadouro e logo depois nas cidades vizinhas. Em seguida Queiroz relata os jornais Negritude e Negração que tinham o mesmo intuito de informatividade de militância mas voltado ao foco político dando um pouco de escanteio a questão cultural. Omnira era um movimento formado pelas mulheres negras com o intuito da militância negra e feminina no Recife e com o jornal do mesmo nome criado em seguida puderam diversificar ainda mais a sua luta e puderam ter mais destaque sendo mais conhecidas através de seu jornal. E por fim o Djumbay que tinha os mesmo ideais de movimentação política porém com o maior número de divulgações e edições do Recife puderam ter patrocínios e exibiam propagandas em seus periódicos sendo o de maior visualidade entre os abordados pela autora.